# Уэджефилд (Флорида)
Уэджефилд (англ. Wedgefield) — статистически обособленная местность, расположенная в округе Ориндж (штат Флорида, США) с населением в 2700 человек по статистическим данным переписи 2000 года.

## География
По данным Бюро переписи населения США статистически обособленная местность Уэджефилд имеет общую площадь в 60,86 квадратных километров, из которых 60,61 кв. километров занимает земля и 0,26 кв. километров — вода. Площадь водных ресурсов округа составляет 0,43 % от всей его площади.
Статистически обособленная местность Уэджефилд расположена на высоте 21 м над уровнем моря.

## Демография
По данным переписи населения 2000 года в Уэджефилдe проживало 2700 человек, 790 семей, насчитывалось 956 домашних хозяйств и 1010 жилых домов. Средняя плотность населения составляла около 44,36 человек на один квадратный километр. Расовый состав населённого пункта распределился следующим образом: 81,15 % белых, 6,78 % — чёрных или афроамериканцев, 0,07 % — коренных американцев, 7,56 % — азиатов, 0,22 % — выходцев с тихоокеанских островов, 1,41 % — представителей смешанных рас, 2,81 % — других народностей. Испаноговорящие составили 9,15 % от всех жителей статистически обособленной местности.
Из 956 домашних хозяйств в 35,6 % воспитывали детей в возрасте до 18 лет, 72,5 % представляли собой совместно проживающие супружеские пары, в 6,7 % семей женщины проживали без мужей, 17,3 % не имели семей. 11,0 % от общего числа семей на момент переписи жили самостоятельно, при этом 2,9 % составили одинокие пожилые люди в возрасте 65 лет и старше. Средний размер домашнего хозяйства составил 2,82 человек, а средний размер семьи — 3,05 человек.
Население статистически обособленной местности по возрастному диапазону по данным переписи 2000 года распределилось следующим образом: 24,6 % — жители младше 18 лет, 6,5 % — между 18 и 24 годами, 32,5 % — от 25 до 44 лет, 26,4 % — от 45 до 64 лет и 10,0 % — в возрасте 65 лет и старше. Средний возраст жителей составил 38 лет. На каждые 100 женщин в Уэджефилдe приходилось 104,9 мужчин, при этом на каждые сто женщин 18 лет и старше приходилось 101,3 мужчин также старше 18 лет.
Средний доход на одно домашнее озяйство статистически обособленной местности составил 61 705 долларов США, а средний доход на одну семью — 62 174 доллара. При этом мужчины имели средний доход в 34 792 доллара США в год против 28 653 доллара среднегодового дохода у женщин. Доход на душу населения статистически обособленной местности составил 61 705 долларов в год. 6,3 % от всего числа семей в населённом пункте и 5,8 % от всей численности населения находилось на момент переписи населения за чертой бедности, при этом 9,9 % из них были моложе 18 лет и — в возрасте 65 лет и старше.